# Friedrich Richard Krauel
Friedrich Richard Krauel   (Lübeck, 12 de gener de 1848 - Friburg de Brisgòvia, 2 de desembre de 1918) va ser un diplomàtic i historiador alemany.

## La vida
Krauel era fill d'un jutge. Va assistir al Katharineum de Lübeck fins que va acabar el batxillerat a Pasqua de 1867 i després va estudiar dret. Durant els seus estudis es va convertir en membre de la fraternitat Alemannia Bonn el 1868. Va rebre el seu doctorat legal i es va establir com a advocat a Lübeck el 1871. El 1873 va entrar al servei exterior i va treballar inicialment al servei consular a Amoy, Xina. El 1879 va esdevenir cònsol general a Sydney.
El 1884 es va traslladar al Ministeri d'Afers Exteriors de Berlín amb el grau de professor. Juntament amb Paul Kayser, Krauel va estar molt implicat en la primera legislació colonial del Reich alemany. Va defensar fermament l'adquisició de les illes Carolines al Pacífic occidental el 1885, plantejant l'anomenada Crisis de las Carolinas. Des de l'1 d'abril de 1890 fins al 30 de juny de 1890, Krauel va dirigir el departament de política colonial del Ministeri d'Afers Exteriors amb el rang de conseller de legació secreta, que més tard es va convertir en l'Oficina Colonial del Reich.
El 1890 esdevingué ambaixador a Buenos Aires. Després d'això va ser ambaixador a Rio de Janeiro de 1894 a 1898. Allà també va treballar per als emigrants alemanys al sud del Brasil. El 1901 va ser nomenat membre del Consell Privat Real Imperial.
Des de 1904 va ser professor honorari a la Universitat de Berlín. També va treballar com a publicista.

## Publicacions
- Literatura de i sobre Friedrich Richard Krauel al catàleg de la Biblioteca Nacional d'Alemanya
- El comte Hertzberg com a ministre de Friedrich Wilhelm II, Ernst Siegfried Mittler i el seu fill, Berlín 1899.
- Les confessions del jove Bismarck. Mohr, Tubinga i Leipzig 1901.
- El príncep Enric de Prússia i la Regència dels Estats Units, 1786. A: The American Historical Review. Volum 17, núm. 1, octubre de 1911, pàgs. 44–51.